# Nixi, Sichuan
Nixi (kinesiska: 泥溪乡, 泥溪) är en socken i Kina. Den ligger i provinsen Sichuan, i den sydvästra delen av landet, omkring 360 kilometer nordost om provinshuvudstaden Chengdu. Antalet invånare är 11 689. Befolkningen består av 5 710 kvinnor och 5 979 män. Barn under 15 år utgör 19,0 %, vuxna 15-64 år 70 %, och äldre över 65 år 10,0 %.
Genomsnittlig årsnederbörd är 1 461 millimeter. Den regnigaste månaden är juli, med i genomsnitt 314 mm nederbörd, och den torraste är december, med 5 mm nederbörd.